# ソンピョン
ソンピョン（朝鮮語: 송편; 松편 / 松䭏）は、米粉で作られる伝統的な韓国の食べ物である。朝鮮の秋の収穫祭である秋夕の期間に食べられる小さいトック（餅あるいは団子）の一種で、秋夕の時、新穀で作る名節トックである。粳粉を湯ごねして程よい大きさにちぎり、そこに胡麻・小豆・大豆・緑豆・栗などの餡を入れ、半月や貝の形にこね上げ、松葉を敷いた蒸し器（伝統的には陶器の蒸し釜）で蒸して作る。伝統的な朝鮮文化の象徴の一つとして有名である。最も早いソンピョンの記録は、高麗時代に遡る。

## 解説
ソンピョンは、典型的には、甘味または半甘味の餡、例えばダイズ・ササゲ・クリ・ナツメ・アズキ・胡麻またはハチミツを包む半月型をしたトックである。敷いた松葉の層の上で蒸されるので、生の松葉特有の味と芳香が与えられ、表面には松葉の跡が付く。ソンピョンの名は松の葉を使うことに由来する。「ソン（송）」は漢字「松」の朝鮮漢字音で松を意味する。それゆえソンピョンは、英語では“pine cake”と訳される。

## 文化
ソンピョンは、朝鮮の家庭の秋夕の祝いにとって必要不可欠なものである。伝統的に、ソンピョンは、新しく収穫されたばかりの米を使って朝鮮の家庭で作られ、祖先を記念する儀式である茶礼（チャレ: 차례, 茶禮）の間、豊かな収穫への感謝として秋夕の朝に祖先に供えられる。ソンピョンは他の家族の一員や親しい近隣住民にも贈られる。そのような贈り物は、敬意、そして家族内の不運を避けるための努力の印と見なされる。
ソンピョンは、収穫されたばかりの果物やサトイモを含めて、他の食べ物と共に膳の上に供えることにより、その年の収穫への謝意を表するのに使われる。これら3つの食品はそれぞれ、天の果実・地の果実・地下の果実を象徴する。
特に、一番初めに収穫した糯米で作った“早稲ソンピョン”は茶礼（チャレ）膳をしつらえるべき時のみ墓所に供える。ソンピョンの種類には、色彩によって白ソンピョン・よもぎソンピョン・縫い目ソンピョンなどがあり、中に入れる餡には枝豆・小豆粉・煎り胡麻・摺り胡麻・大豆粉・栗・棗餡・松の実などがある。また、変わり種として、松の皮（内皮）を入れて作った松肌（ソンギ）ソンピョンがある。ソウルでは、ソンピョンを貝のようにこね上げるが、黄海道・江原道等の地では指の跡を付けて大きく作る。後述の#地域的な違いに詳しくあるように幅広い地域差がある。
ソンピョンは、月と願い事を表すとも言われ、作り且つ食べながら願い事を唱える理由がそこにある。多くの物語が、なぜソンピョンが満月よりむしろ半月の形であるのかを説明する。最も一般的に信じられているのは、朝鮮人の祖先たちが、丸い形の満月は欠けるだけだが、半月は満ちてゆくと考えたからだという。これは豊かさと繁栄の印と考えられる。
なお、これに関して一説に、百済最後の王義慈王の時、王の前に「百済が滅びる」と語る鬼火が現れ、鬼火が消えた所を掘らせたところ、そこから「百済は満月であって新羅は半月である」という文字が記された亀が現れた。王はその意味するところが分からなかったので、占い師に占わせると、「満月はいずれ欠けるが、半月は満ちていく」——つまり百済は没落し、新羅は繁栄するという意味だと解釈したが、不快に思った王は占い師を処刑した。そして、百済は充実して繁栄し、新羅は半ばまで満ちただけで衰退するという意味だと言った臣下の言に従った。しかし、次第に噂が庶民の間に広がるようになり、新羅の人々は国の繁栄を願いつつ、半月型にトックを作りはじめたが、これがソンピョンの形となった、というものがある。
朝鮮の古い口伝では、美しい形のソンピョンを作った人は、良い配偶者か美しい赤ん坊を授かる、という。
『東国歳時記』によれば、ソンピョンは正月望月の日、農家で作ったという記録が載っている。農家では豊年を祈願する意味で家々ごとに長い竿に穀物の穂を吊るして正門の戸口に立てて置いておいてから、中和節（2月1日）にこれでソンピョンを作って奴婢に歳の数に応じて分け与えた風俗があったと伝えられる。そしてこの時、ソンピョンはナイトック（歳トック）とも呼ばれた。そして、陰暦8月の秋夕には新米でソンピョンを作り、茶礼（チャレ）を執り行い、ご先祖の墓を訪ねて墓参りをしたという。この風習がそのまま現在の秋夕まで受け継がれているのである。

## 製造工程
ソンピョンの生地は、まず米粉を塩と熱い湯で滑らかになるまで捏ねること（湯ごね）で作られる。生地を小さくちぎって丸め、次に親指を使って中央を窪める。決めておいた餡を窪みの中央に入れ、生地を丸めて塞ぐ。ソンピョンを松葉を敷いた蒸し器で20-30分間蒸した上、歯ごたえのある食感を維持するために冷水で〆る。水気を切った上、典型的にはハケで胡麻油を塗り（あるいは、胡麻油をまぶして）完成される。
松葉の上でソンピョンを蒸すことは、独特の味と香りを付けるだけでなく、テルペンの存在によって蒸す間にソンピョン同士が付着してダメになるのを防ぐのに役立つ。松の木は大量のフィトンチッドも生成し、それは効果的に細菌を殺す。
最もよく知られた朝鮮の医薬書である東医宝鑑によれば、松葉は食品に薬効を持たせるともいう。

## 地域的な違い
朝鮮半島においてソンピョンの文化的重要性は共通しているが、色・形・内容物、また厚さも含めて、各地で様々な違いが見られる。

### 忠清道
この地方では広くカボチャが育てられるので、忠清道はかぼちゃのソンピョンで知られる。かぼちゃは乾燥され粉に挽かれ、生地を作るために米粉と混ぜられる。ソンピョンはしばしば小さなかぼちゃのように見える形にされる。結果、甘くて明るい色合いのソンピョンである。

### 江原道
山岳地帯で気候が冷涼な江原道はジャガイモ栽培が盛んであり、山林ではナラのドングリが豊富に得られる。この地方のソンピョンは、ジャガイモでんぷんとドングリ粉でおのおの作られる。この地方におけるソンピョンは、典型的には指を使って押ししだかれるために稜線があって平らであり、江陵では人々はソンピョンに手の形を残す。

### 慶尚道
慶尚道で作られるソンピョンは、典型的には他の地方で見られるソンピョンより大きい。ここで見られるソンピョンの一般的な形式は、カラムシのソンピョンであり、ソンピョンをより健康的にするために加えられる茹でたカラムシの葉によってできる。

### 済州道
済州島で作られるソンピョンの伝統的な餡は甘くした豆である。ソンピョンは時に噴火口に似せるために窪んだ中央をもつ形に作られ、蒸された後、しばしばフライパン焼きにされる。

### 全羅道
全羅道で作られるソンピョンは、時に葛粉を含んでおり、トックの生地を作るのに米粉と混合される。全羅道は花ソンピョンでも知られる。片方の手で、または型を使って花形にし、天然の染料で作られる。

### ソウル
ソウルは、小さい5色のソンピョン、即ちオセク（五色）ソンピョン（오색송편）でよく知られる。五色とは、白・茶色・桃色・緑・黄色で、自然界の調和を表す。白いソンピョンは着色料を全く入れないが、他の色は天然の原料を使うことで得られる。茶色は肉桂を使い、桃色は苺か五味子のシロップを使うことにより、緑はヨモギを使うことにより、黄色はクチナシの種を使うことによって作られる。

### 北朝鮮
北朝鮮の平安道で作られる伝統的なソンピョンは、貝殻ソンピョンである。このソンピョンの名は、その貝殻形に由来する。その餡は胡麻・砂糖・醤油からなる。

## ギャラリー

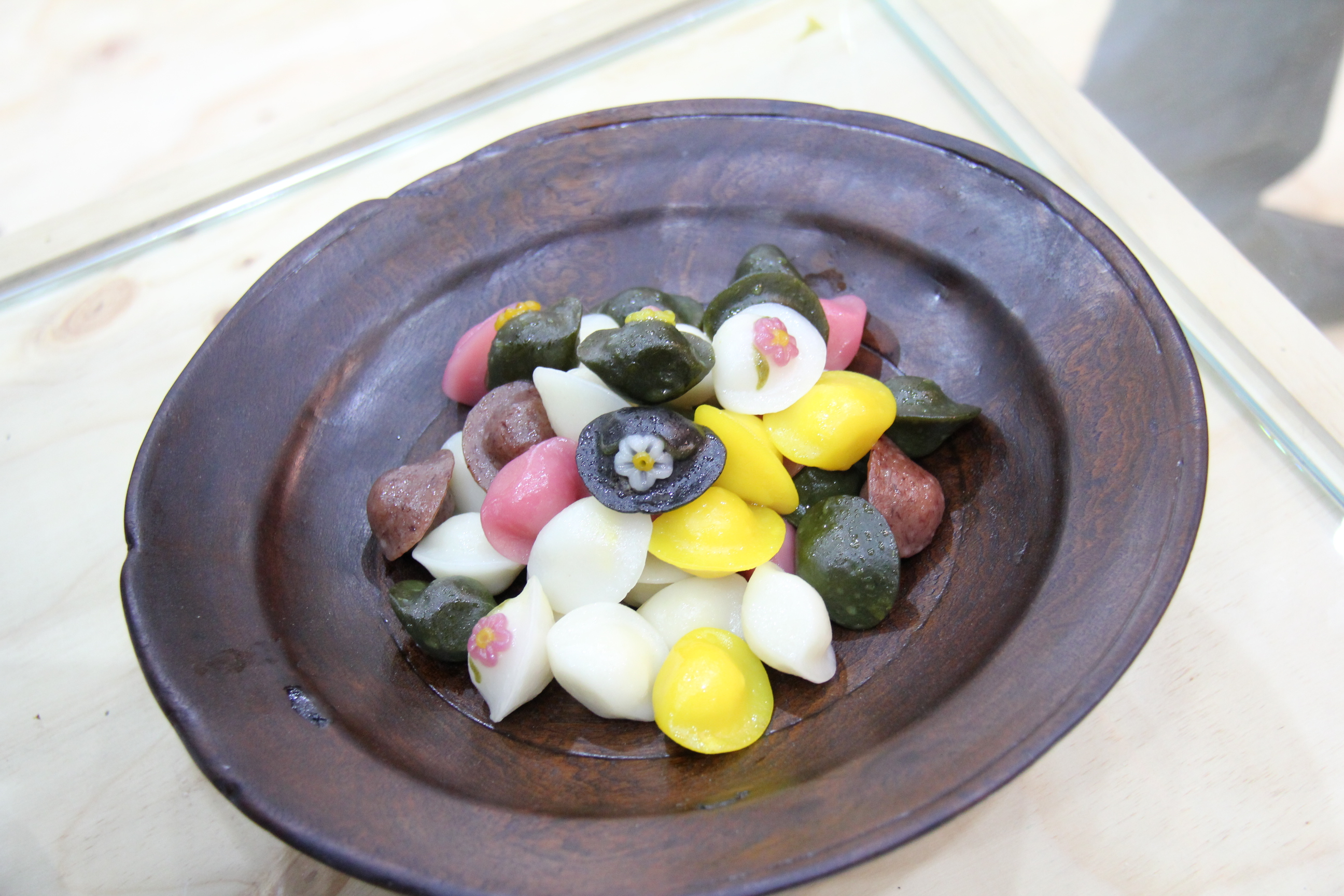
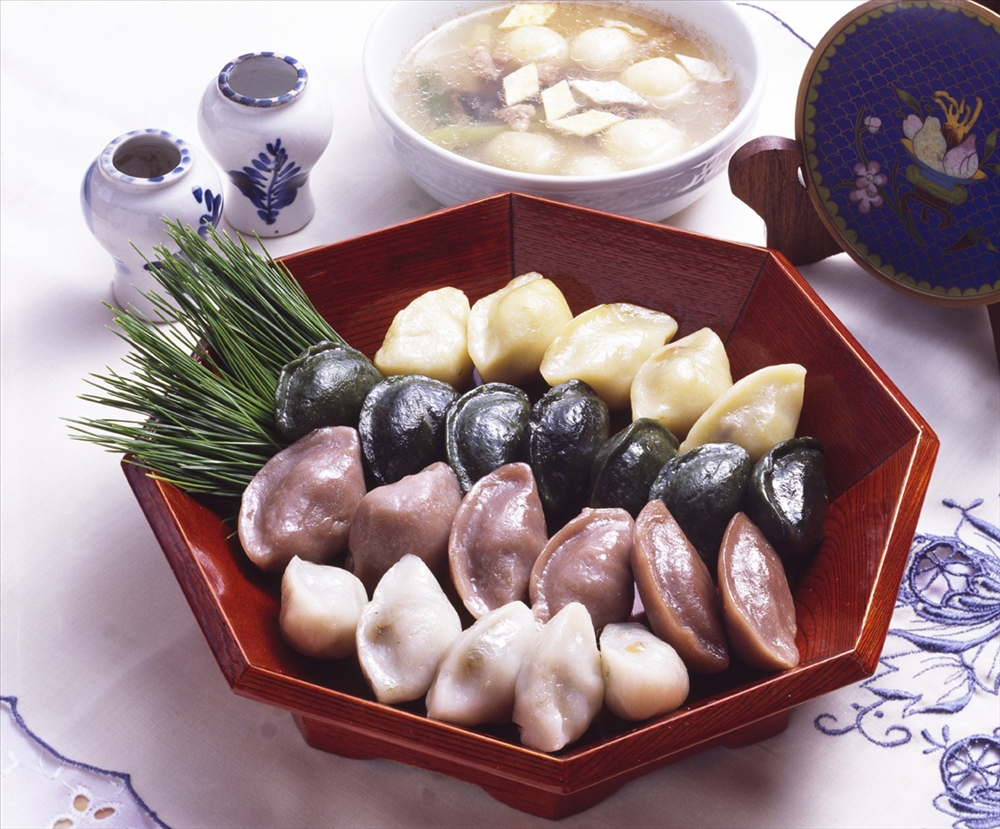
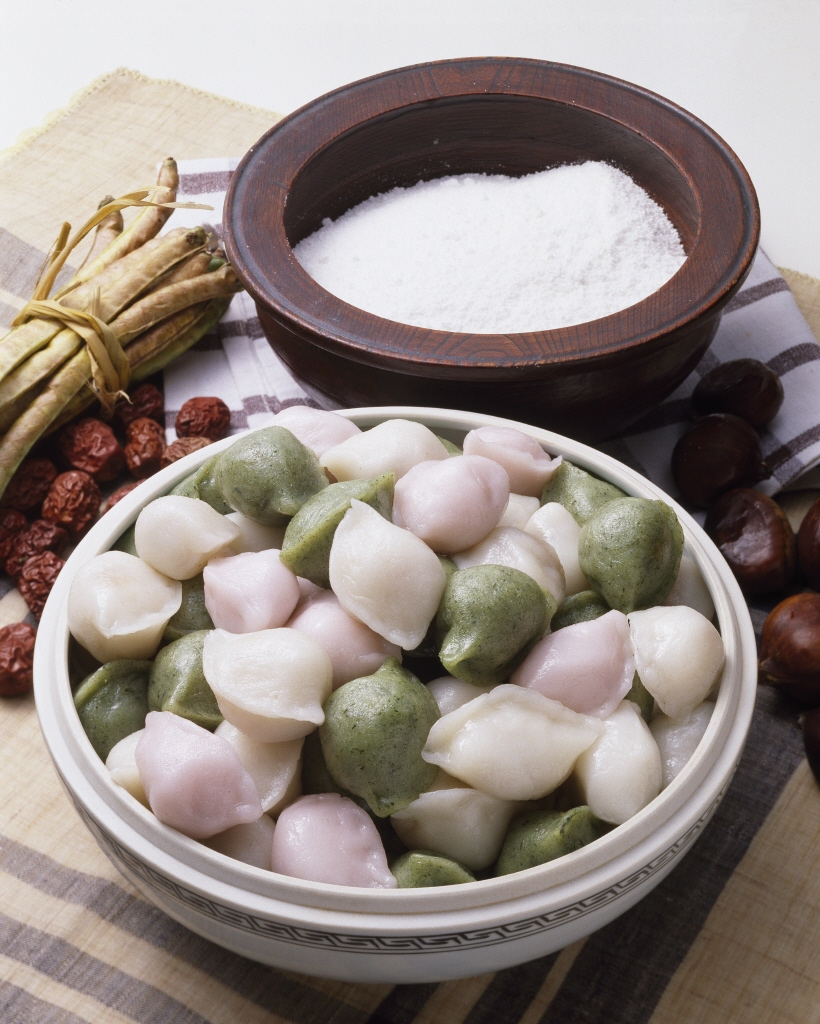
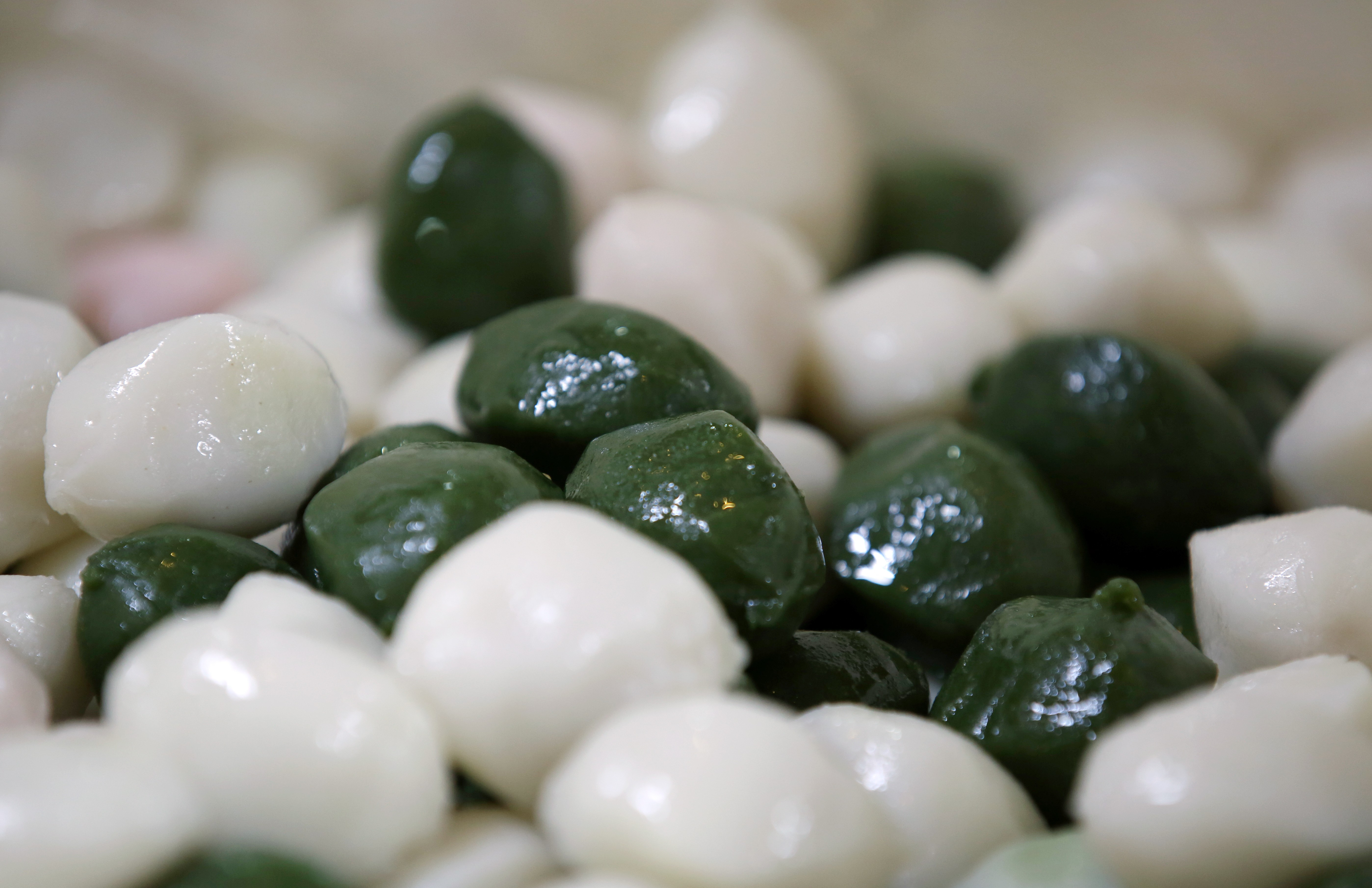
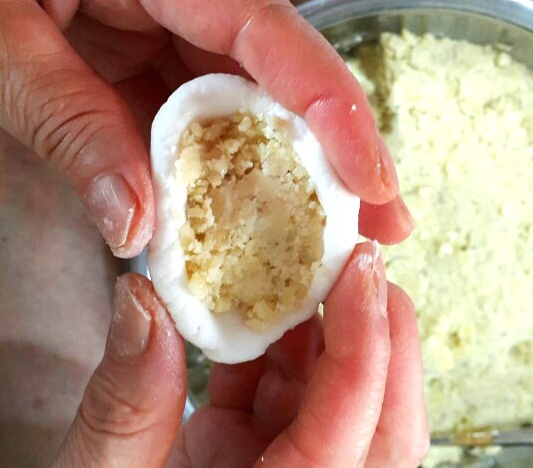
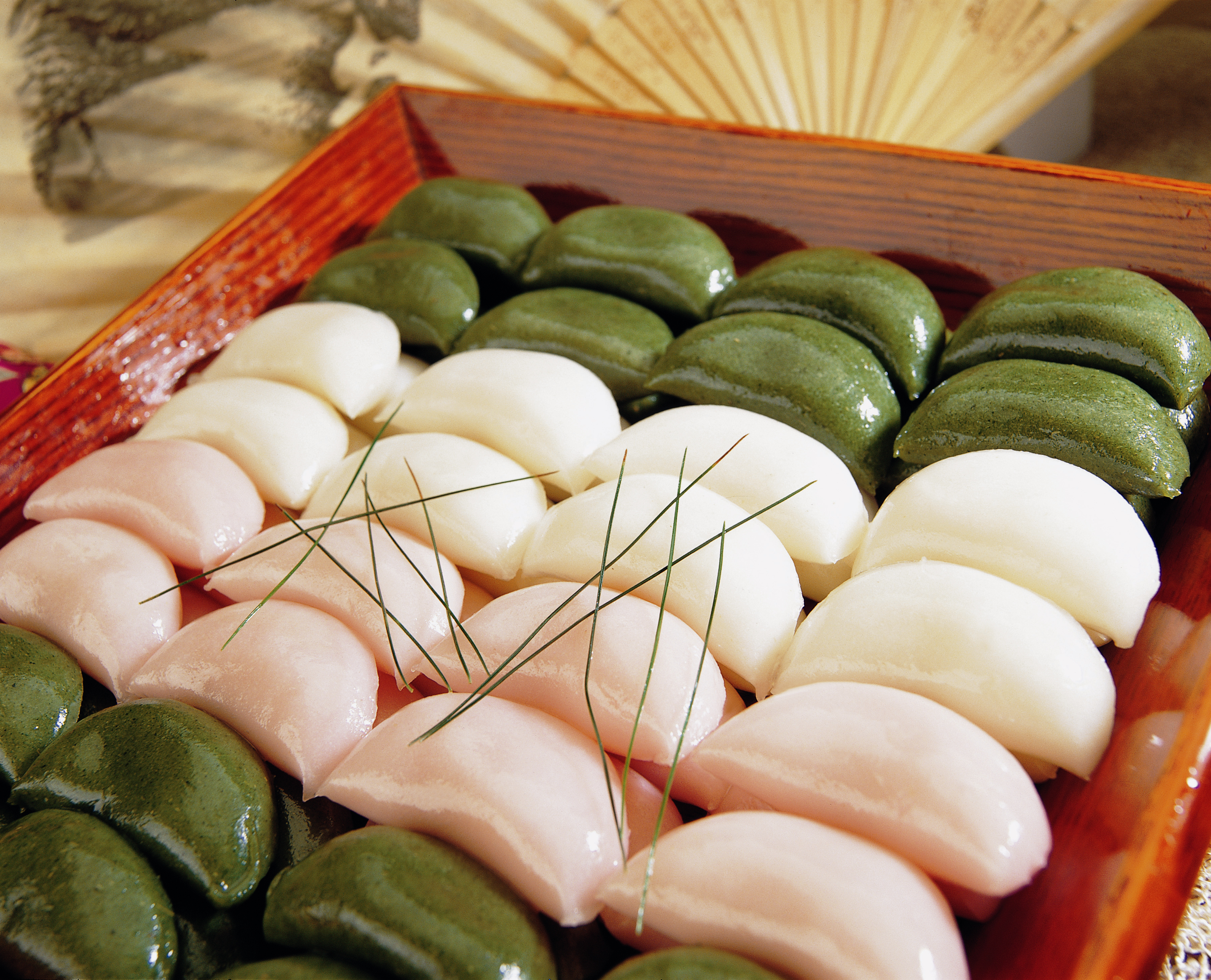
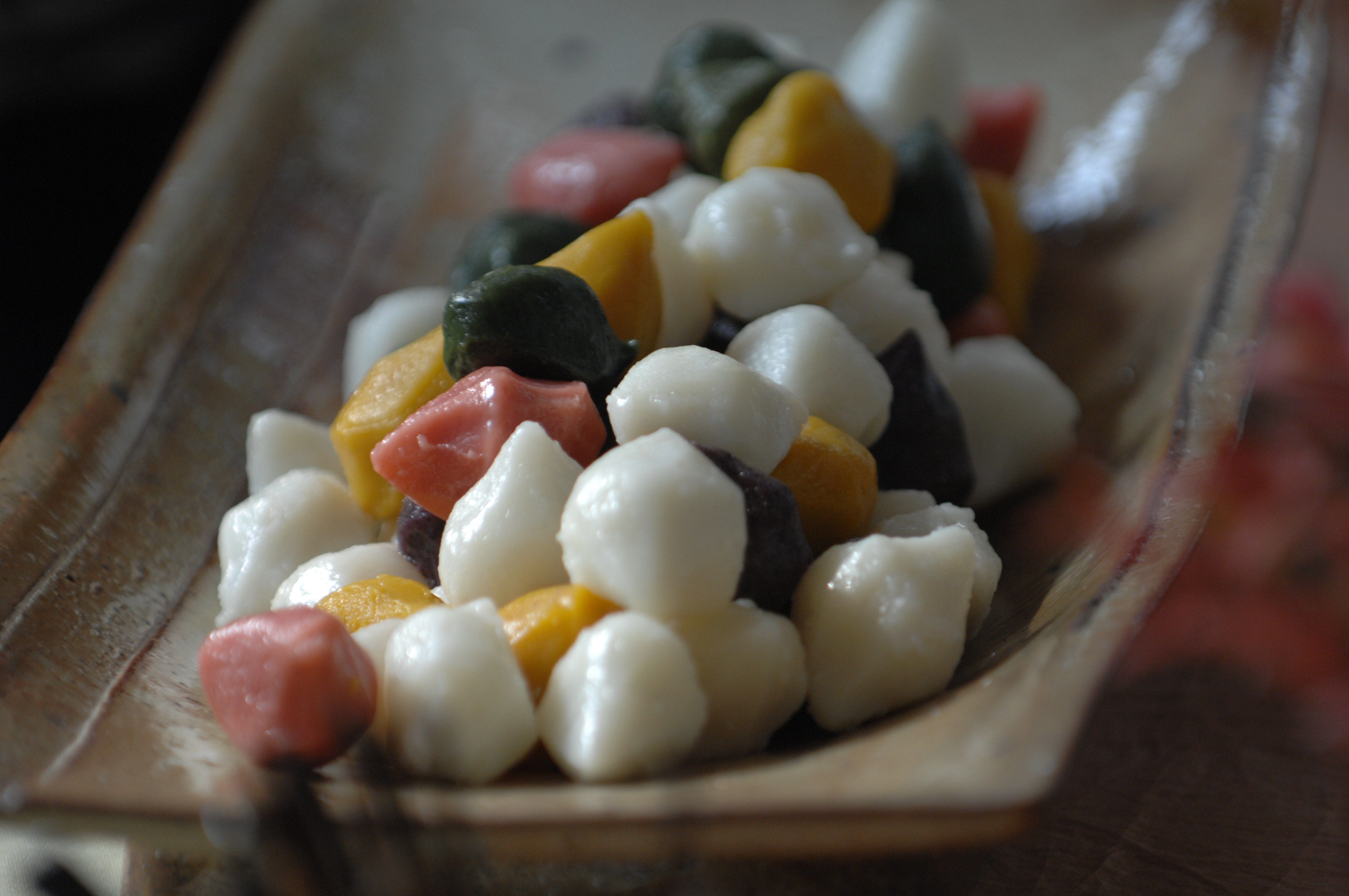